# Список округов Южной Каролины
Американский штат Южная Каролина состоит из 46 округов, максимально допустимого количества по законам штата. Наименьшее количество жителей в округе Мак-Кормик, население которого насчитывает всего 9 958 человек, в то время как в самом густонаселённом округе Гринвилл проживают 451 225 человек.

## История
В колониальный период земля около побережья была разделена на приходы, подобные приходам Церкви Англии. Также были несколько округов, которые выполняли судебные и избирательные функции. Эта структура продолжалась и росла после войны за независимость США. В 1800 году все округа были переименованы в районы, а в 1868 году снова преобразованы в округа.

## Список округов
| Название    | FIPS Code | Окружной центр | Основан | Образован из                                                        | Назван в честь | Население = | Площадь  | Карта                             |
| ----------- | --------- | -------------- | ------- | ------------------------------------------------------------------- | --- | ----------- | -------- | --------------------------------- |
| Аббевилл    | 001       | Аббевилл       | 1785    | Район 96                                                            | Абвиль, Франция | 25 417      | 1323 км² | Округ Аббевилл на карте штата.    |
| Эйкен       | 003       | Эйкен          | 1871    | Округ Барнуэлл, округ Эджфилд, округ Лексингтон и округ Оринджберг  | Уильям Эйкен, основатель канала Южной Каролины и железнодорожной компании | 160 099     | 2797 км² | Округ Эйкен на карте штата.       |
| Аллендейл   | 005       | Аллендейл      | 1919    | Округ Барнуэлл и округ Хамптон                                      | П.Х. Аллен, первый почтмейстер нового округа | 10 419      | 1070 км² | Округ Аллендейл на карте штата.   |
| Андерсон    | 007       | Андерсон       | 1826    | Район Пендлтон                                                      | Роберт Андерсон, генерал во время войны за независимость США и южный инспектор | 187 126     | 1961 км² | Округ Андерсон на карте штата.    |
| Бамберг     | 009       | Бамберг        | 1897    | Округ Барнуэлл                                                      | Фрэнсис Мэрион Бамберг, конфедеративный генерал во время Гражданской войны в США | 15 987      | 1023 км² | Округ Бамберг на карте штата.     |
| Барнуэлл    | 011       | Барнуэлл       | 1798    | Округ Оринджберг                                                    | Джон Барнуэлл, сенатор Южной Каролины и военнопленный во время американской революции | 22 261      | 1443 км² | Округ Барнуэлл на карте штата.    |
| Бьюфорт     | 013       | Бьюфорт        | 1769    | 1769 судебный район                                                 | Генри Сомерсет, герцог Бофорт, колониальный проприетарный землевладелец | 162 233     | 1492 км² | Округ Бьюфорт на карте штата.     |
| Беркли      | 015       | Монкс-Корнер   | 1882    | Округ Чарлстон                                                      | Уильям Беркли, колониальный проприетарный губернатор и землевладелец | 177 843     | 3181 км² | Округ Беркли на карте штата.      |
| Калхун      | 017       | Сент-Матьюс    | 1908    | Округ Лексингтон и округ Оринджберг                                 | Джон Кэлхун, американский сенатор из Южной Каролины и адвокат | 15 185      | 1015 км² | Округ Калхун на карте штата.      |
| Чарлстон    | 019       | Чарлстон       | 1769    | 1769 судебный район                                                 | Король Англии Карл II | 350 209     | 2373 км² | Округ Чарлстон на карте штата.    |
| Чероки      | 021       | Гафни          | 1897    | Округ Спартанберг, округ Юнион и округ Йорк                         | Племя индейцев чероки | 55 342      | 1028 км² | Округ Чероки на карте штата.      |
| Честер      | 023       | Честер         | 1785    | Район Камден                                                        | Честер, Пенсильвания | 33 140      | 1518 км² | Округ Честер на карте штата.      |
| Честерфилд  | 025       | Честерфилд     | 1798    | Район Черо                                                          | Филип Дормер Стэнхоуп, 4-й граф Честерфилд, учёный эпохи просвещения, государственный чиновник и член британской Палаты лордов                                                                          | 46 734      | 2088 км² | Округ Честерфилд на карте штата.  |
| Кларендон   | 027       | Маннинг        | 1855    | Округ Самтер                                                        | Эдвард Гайд, 1-й граф Кларендон, колониальный проприетарный землевладелец | 34 971      | 1803 км² | Округ Кларендон на карте штата.   |
| Коллетон    | 029       | Уолтерборо     | 1800    | Округ Чарлстон                                                      | Джон Коллетон, колониальный проприетарный землевладелец | 38 892      | 2934 км² | Округ Коллетон на карте штата.    |
| Дарлингтон  | 031       | Дарлингтон     | 1785    | Район Черо                                                          | Дарлингтон, Англия | 68 681      | 1469 км² | Округ Дарлингтон на карте штата.  |
| Диллон      | 033       | Дилло          | 1910    | Округ Марион                                                        | Д.В. Диллон, основатель сокращённой железной дороги Уилсон | 32 062      | 1054 км² | Округ Диллон на карте штата.      |
| Дорчестер   | 035       | Сент-Джордж    | 1868    | Округ Беркли и округ Коллетон                                       | Дорчестер, Массачусетс | 136 555     | 1494 км² | Округ Дорчестер на карте штата.   |
| Эджфилд     | 037       | Эджфилд        | 1785    | Район 96                                                            | Спорно; округ получил название либо из-за своего расположения на краю штата, либо в честь английской деревни Эджфилд в графстве Норфолк                                                                 | 26 985      | 1313 км² | Округ Эджфилд на карте штата.     |
| Фэрфилд     | 039       | Уинсборо       | 1785    | Район Камден                                                        | Окружные прекрасные поля, как описано колониальным губернатором Чарльзом Корнуоллисом | 23 956      | 1839 км² | Округ Фэрфилд на карте штата.     |
| Флоренс     | 041       | Флоренс        | 1888    | Округ Кларендон, округ Дарлингтон, округ Марион и округ Уильямсберг | Флоренс Харли, дочь основателя уилмингтонской и манчестерской железной дороги В.В. Харли | 136 885     | 2082 км² | Округ Флоренс на карте штата.     |
| Джорджтаун  | 043       | Джорджтаун     | 1769    | 1769 судебный район                                                 | Король Великобритании Георг II | 60 158      | 2107 км² | Округ Джорджтаун на карте штата.  |
| Гринвилл    | 045       | Гринвилл       | 1798    | Район Вашингтон                                                     | Натаниэль Грин, генерал во время войны за независимость США | 451 225     | 2059 км² | Округ Гринвилл на карте штата.    |
| Гринвуд     | 047       | Гринвуд        | 1897    | Округ Аббевилл и округ Эджфилд                                      | Плантация Гринвуд, дом Джона МакГи, крупнейшего землевладельца округа | 69 661      | 1199 км² | Округ Гринвуд на карте штата.     |
| Хамптон     | 049       | Хамптон        | 1787    | Округ Бьюфорт                                                       | Уэйд Хэмптон, конгрессмен из Южной Каролины и один из самых богатых граждан | 21 090      | 1458 км² | Округ Хамптон на карте штата.     |
| Орри        | 051       | Конуэй         | 1801    | Округ Джорджтаун                                                    | Питер Орри, генерал во время войны за независимость США | 269 291     | 2937 км² | Округ Орри на карте штата.        |
| Джаспер     | 053       | Риджленд       | 1912    | Округ Бьюфорт и округ Хамптон                                       | Уильям Джаспер, сержант во время войны за независимость США | 24 777      | 1813 км² | Округ Джаспер на карте штата.     |
| Кершо       | 055       | Камден         | 1798    | Округ Клэрмонт, округ Фэрфилд, округ Ланкастер и округ Ричленд      | Джозеф Кершо, один из пионерских поселенцев округа | 61 697      | 1917 км² | Округ Кершо на карте штата.       |
| Ланкастер   | 057       | Ланкастер      | 1798    | Район Камден                                                        | Округ Ланкастер, Пенсильвания | 76 652      | 1437 км² | Округ Ланкастер на карте штата.   |
| Лоренс      | 059       | Лоренс         | 1785    | Район 96                                                            | Генри Лоуренс, президент Второго Континентального конгресса и военнопленный во время американской революции                                                                                             | 66 537      | 1875 км² | Округ Лоренс на карте штата.      |
| Ли          | 061       | Бишопвилл      | 1902    | Округ Дарлингтон, округ Кершо и округ Самтер                        | Роберт Э. Ли, конфедеративный генерал во время Гражданской войны в США | 19 220      | 1064 км² | Округ Ли на карте штата.          |
| Лексингтон  | 063       | Лексингтон     | 1804    | Округ Оринджберг                                                    | Битва при Лексингтоне, первое вооружённое столкновение в ходе войны за независимость США | 262 391     | 1963 км² | Округ Лексингтон на карте штата.  |
| Марион      | 067       | Марион         | 1800    | Округ Джорджтаун                                                    | Фрэнсис Мэрион, генерал во время войны за независимость США | 33 062      | 1279 км² | Округ Марион на карте штата.      |
| Марлборо    | 069       | Беннетсвилл    | 1798    | Район Черо                                                          | Джон Черчилль, 1-й герцог Мальборо, английский генерал, дипломат и доверенное лицо монархов | 28 933      | 1256 км² | Округ Марлборо на карте штата.    |
| Мак-Кормик  | 065       | Мак-Кормик     | 1914    | Округ Аббевилл, округ Эджфилд и округ Гринвуд                       | Сайрус Маккормик, изобретатель механической жатки и основатель International Harvester | 10 233      | 1020 км² | Округ Мак-Кормик на карте штата.  |
| Ньюберри    | 071       | Ньюберри       | 1785    | Район 96                                                            | Спорно; возможно округ получил своё название в честь английского города Ньюбери в графстве Беркшир или от понятия ранних поселенцев, которые описывали ландшафт округа как "прекрасный как новая ягода" | 37 508      | 1676 км² | Округ Ньюберри на карте штата.    |
| Окони       | 073       | Валхалла       | 1868    | Округ Пикенс                                                        | Племя индейцев окони | 74 273      | 1746 км² | Округ Окони на карте штата.       |
| Оринджберг  | 075       | Оринджберг     | 1769    | 1769 судебный район                                                 | Король Вильгельм V Оранский | 92 501      | 2922 км² | Округ Оринджберг на карте штата.  |
| Пикенс      | 077       | Пикенс         | 1826    | Район Пендлтон                                                      | Эндрю Пикенс, губернатор Южной Каролины | 119 224     | 1326 км² | Округ Пикенс на карте штата.      |
| Ричленд     | 079       | Колумбия       | 1799    | Район Камден                                                        | Богатая почва округа | 384 504     | 1999 км² | Округ Ричленд на карте штата.     |
| Салуда      | 081       | Салуда         | 1896    | Округ Эджфилд                                                       | Река Салуда | 19 875      | 1197 км² | Округ Салуда на карте штата.      |
| Спартанберг | 083       | Спартанберг    | 1785    | Район 96                                                            | "Спартанский полк" государственного ополчения, который был ключевой силой для победы в битве Коупенс во время войны за независимость США                                                                | 284 307     | 2121 км² | Округ Спартанберг на карте штата. |
| Самтер      | 085       | Самтер         | 1798    | Округ Клэрмонт, округ Кларендон и округ Сейлем                      | Томас Самтер, генерал во время войны за независимость США и американский сенатор из Южной Каролины | 107 456     | 1766 км² | Округ Самтер на карте штата.      |
| Юнион       | 087       | Юнион          | 1798    | Район 96                                                            | Union Church, первое христианское место поклонения в области | 28 961      | 1336 км² | Округ Юнион на карте штата.       |
| Уильямсберг | 089       | Кингстри       | 1802    | Район Джорджтаун                                                    | Король Англии Вильгельм III | 34 423      | 2427 км² | Округ Уильямсберг на карте штата. |
| Йорк        | 091       | Йорк           | 1798    | Район Камден                                                        | Округ Йорк, Пенсильвания | 226 073     | 1803 км² | Округ Йорк на карте штата.        |

## Расформированные приходы, округа и районы

### Приходы
До конца 19 века, окраины штата Южная Каролина, которые были разделены на приходы, сами подразделились на несколько «районов», эти гражданские приходы как правило совпадали (и даже после отделения церкви от государства) с англиканскими церковными приходами.
- Приход Св. Луки (создан колониальной ассамблеей 23 мая 1767 года и располагался в Хилтон-Хед-Айленде и соседних территориях)
- Приход Св. Елены (район Бьюфорта)
- Приход Св. Луки (район Бьюфорта)
- Приход Св. Петра (район Бьюфорта)
- Приход принца Уильяма (район Бьюфорта)
- Приход Св. Андрея (район Чарлстона)
- Приход Св. Варфоломея (район Чарлстона)
- Приход Джона Коллетона (район Чарлстона)
- Приход Джорджа Дочестера (район Чарлстона)
- Приход Св. Филиппа и Св. Михаила (район Чарлстона)
- Крайстчерч Приход (район Чарлстона)
- Приход Св. Томаса и Св. Дэниса (район Чарлстона)
- Приход Джона Беркли (район Чарлстона)
- Приход Св. Стефана (район Чарлстона)
- Приход Джеймса Санти (район Чарлстона)
- Приход Св. Павла (район Чарлстона)
- Приход Всех Святых (район Джорджтауна)
- Приход принца Фредерика (район Джорджтауна)
- Приход Св. Давида (район Черо)
- Приход Св. Марка (район Черо)
- Приход Св. Матфея (район Оринджберга)

### Округа
- Округ Крейвен (создан в 1682 году лордами-собственниками)
- Округ Гранвилл (создан в 1686 лордами-собственниками)
- Округ Оранж (1785—1791)
- Округ Льюисберг (1785—1791)
- Округ Уинтон (современный округ Барнуэлл)
- Округ Либерти (современный округ Марион)
- Округ Винья (прежнее название округа Джорджтаун)
- Округ Клэрмонт
- Округ Сейлем

### Районы
- Район Черо (создан в 1769 году)
- Район Камден (создан в 1769 году)
- Район 96 (создан в 1796 году)
- Район Пинкни (1791—1798)
- Район Вашингтон (1785—1798)
- Район Пендлтон (создан в 1798 году из земель Чероки)